# De Łindows
De Łindows – polski zespół muzyczny z Katowic założony w 2002 r. Muzyczna twórczość zespołu zaliczana jest do gatunku punk rock. W pewnych okresach tej twórczości charakterystycznymi elementami dla zespołu była rozbudowana sekcja dęta oraz wokale męski i żeński. Zespół koncertował w Polsce, a także za granicą, w tym w Czechach i na Słowacji. Twórczość kapeli ocenia się jako melodyjny i przebojowy punk rock, w dużej części stosunkowo ostry, energetyczny i dynamiczny.

## Historia i występy
Przed założeniem obecnego zespołu, jeszcze w czasach później podstawówki, w wieku około 14 lat, lider i wokalista zespołu – Jagoda – wraz innym późniejszym członkiem Matejem, grali w pierwszym swoim zespole, który nazywał się GB Miller, a następnie Brykające Stolce, a basista Domino założył w szkole podstawowej razem z Jacą zespół Sellout. Później już w czasach szkoły średniej – liceum, powstała pierwsza kapela o nazwie „The Window-sill”, która dała kilka koncertów. Od samego początku tworzona muzyka należała do gatunku punk rock. Ten skład nastolatków i załogantów zmienił się, a wraz z nim nazwa na nową – „The Windows”, by w końcu na bazie dotychczasowych działań oraz zdobytych doświadczeń założyć działający później przez wiele lat zespół. A nastąpiło to po tym, jak skład dotychczasowego zespołu rozpadł się i to w sytuacji, gdy było już umówione studio nagraniowe dla pierwszego materiału zespołu (o czym dalej). W tej sytuacji Jagoda rozpoczął tworzenie nowego składu, a pierwszą osobą, którą zwerbował był Domino. Zespół, już pod nazwą „De Łindows”, został założony w 2002 r. w Katowicach.
Pierwsze własne nagrania grupa zrealizowała jeszcze w tym samym roku wydając własnym sumptem mini album „Niech Zapłoną Katowice”, przy czym obyły się one we wrocławskim studiu prowadzonym przez jednego z członków zespołu Klinika (Roger). Pierwszy, pełny album zespołu pod tytułem „Depresja” wydany został w 2004 r. i był dostępny także w Czechach i na Słowacji dzięki Hirax Rec. W tym samym roku wystąpił na festiwalu „Punk Island #3”. Ten dwudniowy festiwal muzyczny odbywał się na Słowacji, a wystąpiło na nim ponad 40 zespołów z Europy i USA. Kolejne występy to mini trasa koncertowa po Polsce. Wraz z De Łindows uczestniczyły w niej zespoły Koniec Świata i Minority. Trasa nosiła tytuł „Trzy strony jedna droga”. Pośród innych koncertów w tym roku można wymienić występ w Katowicach (30.05.2004 r., pozostałe zespoły: Leniwiec, Cała Góra Barwinków, Złodzieje Głów) oraz koncert 6.11.2004 r. w Andrychowie (Miejski Dom Kultury) razem z kapelami: Zabili Mi Żółwia, Cała Góra Barwinków, Es-77, Czosnek, Dodgers. Z kolei w 2005 r. odbył wspólną trasę koncertową z czeskim zespołem Kohout Plasi Smrt pod szyldem „Czechy vs. Polska” („Czechy vs. Polska – punk rock tour”, trasa powtarzana była przez pewien okres, co około pół roku, naprzemiennie w Polsce i w Czechach). W tym samym roku oprócz wymienionej trasy kapela zdołała także wystąpić na festiwalach „4 Pory Roku Wiosna” („Cztery pory roku”) oraz „Underground Fest vol.2”. Drugi z wymienionych był dwudniowym festiwalem odbywającym się w miejscowości Martin na Słowacji. W 2006 r. pojawił się kolejny album zatytułowany „100 Mil Na Sekundę”. Zespół zagrał  między innymi w dniu 19.01.2006 r. wspólnie z kapelą Zabili Mi Żółwia koncert w Opawie (klub JAM), Czechy. W kolejnych latach zespół koncertował i w 2007 r. wystąpił między innymi w Zduńskiej Woli (15.04.2007 r., pozostałe zespoły: Leniwiec, Cała Góra Barwinków) i w Katowicach (4.11.2007 r., pozostałe zespoły: Leniwiec, Zabili Mi Żółwia, klub Cogitatur). Ponadto występował w ramach festiwalu/trasy koncertowej „Punky Reggae Live” w 2007 r., między innymi 3.03.2007 r. w Pszowie (Miejski Ośrodek Kultury), 11.03.2007 r. w Katowicach (klub Cogitatur), 31.03.2007 r. w Bielsku-Białej (klub Rude Boy). Jak podaje lider zespołu – Jagoda – podsumowanie lat 2002–2007 w odniesieniu do działalności zespołu to dwa wydane albumy muzyczne oraz około 100 koncertów w Polsce, w Czechach i na Słowacji, a także jak zwracają uwagę także niektórzy publicyści, przez cały ten okres stosunkowo rozbudowany skład zespołu – siedem osób. Warto także wspomnieć, że w tym okresie wokalista w celu podniesienia swojego poziomu i techniki brał lekcje śpiewu.
Następny rok to między innymi występ na kolejnym „Punky Reggae Live” w 2008 r. (pozostałe zespoły: Farben Lehre, Leniwiec, Koniec Świata), czy też „Celtycka Noc” („Keltska Noc” – Harrachov, Czechy) – 2008 r. i 2011 r.. W 2008 r. zespół nadal występował wspólnie z zespołem Zabili Mi Żółwnia, między innymi: 5.04.2008 r. w Sanoku (Klub Szklarnia), 6.04.2008 r. w Bieczu (Pub Becz), oba koncerty razem z zespołami Apartheid i Clockwork Mind. Z innych koncertów można wymienić „Gangfest” z 2009 r. w Kaniowie (pozostałe zespoły: Leniwiec, S.K.T.C, Eye For An Eye, Analogia Snu, Konopians & Robert Brylewski, Uliczny Opryszek), czy ponownie wspólne koncerty z zespołem Zabili Mi Żółwia: 21.03.2009 r. w Bytomiu (BCK, Sala ToTu) razem z zespołem Koniec Świata, 6.06.2009 r. w Łodzi (klub Luka) razem z zespołem Izolatka, 8.10.2009 r. w Mikołowie (klub Fraktal). Kolejna płyta „Poza Kontrolą” ukazała się w 2011 r.. Tego samego roku, w dniu 27.10.2011 r., dwóch członków zespołu, Marcin („Jagoda”) i Radek („Morda”), udzieliło wywiadu w programie radiowym „Pełna Kultura” emitowanym przez stację Antyradio. Następny album ujrzał światło dzienne w 2015 r. Zatytułowany był „Awaria systemu”. Zespół brał również udział w „Underground Festival”.
Kolejne występy zespołu De Łindows jakie warto wymienić to między innymi:
- 2013 r. – wspólny koncert z zespołem Leniwiec (18.10.2013 r. w Bełchatowie)[17], koncert 1.03.2013 r. w Tychach (pub Underground Pubie) w ramach trasy „Poza Kontrolą” razem z zespołem Bunkier[21]
- 2014 r. – udział w festiwalu „Przystanek Woodstock”[6][7][9][15][22], XX edycja[15][22] (po raz pierwszy na tym festiwalu[6], Pokojowa Wioska Kryszny[22])
- 2014 r. – udział w „Jarocin Festiwal”[6][7][9][15]
- 2014 r. – udział w „B-Festival” (Rock Reggae Festival, Brzeszcze)[6][7][9][15]
- 2014 r. – koncerty klubowe, między innymi w Nowym Sączu (21.03.2014 r., pozostałe zespoły: Leniwiec, Party5, Bigger Half), Mikołowie (23.03.2014 r., pozostałe zespoły: Leniwiec, Prokuratura)[17], Jaworznie (25.04.2024 r., pozostałe zespoły: GaGa/Zielone Żabki, Bunkier i Mandat)[23]
- 2015 r. – udział w Jarocin Festiwal (po raz drugi na tym festiwalu)[6]
- 2015 r. – udział w Punk Fest w Krakowie[7][9][24] (pozostali wykonawcy: Defekt Muzgó, Sedes, Sexbomba, Bunkier, Profanacja, Karcer, Psy Wojny, Tzn Xenna, The Bill, Moskwa, Uliczny Opryszek[24])
- 2015 r. – koncert we Wrocławiu (27.03.2015 r., pozostałe zespoły: Leniwiec i Buster Gang)[17]
- 2016 r. – koncert jubileuszowy z okazji 35-lecia założenia zespołu Śmierć Kliniczna[6][25][26] (24 września 2016 r., Gliwice, klub Spirala, wystąpili Dusza i Mercik ze Śmierci Klinicznej oraz pozostali wykonawcy: Bulbulators i Redakcja[25][26])
- 2016 r. – koncert jubileuszowy z okazji 20-lecia czeskiego zespołu Kohout Plasi Smrt[6]
- 2016 r. – wspólne koncerty z zespołem Leniwiec (4.11.2016 r. – Klub Emaus w Katowicach, 5.11.2016 r. – Klub 7 Grzechów w Bełchatowie)[17]
- 2016 r. – koncert w Raciborzu (10.11.2016 r. – PUB Raciborska Piwnica) razem z zespołami: Skunx, Contrapunk, Szczurocorn[27]
- 2017 r. – udział w Czad Festiwal (inni wykonawcy to między innymi The Offspring, Billy Talent, Alestorm, Anti-Flag, Dubioza kolektiv)[6][7][9]
- 2017 r. – trasa koncertowa w Polsce, razem z Pull The Wire[6]
- 2017 r. – SKA / Reggae / Punk Fest, Słubice, 20.05.2017 r. (Klub Prowincja), razem z zespołami: Aulofobia i Kufajka Rencisty[28]
- 2017 r. – koncerty klubowe, między innymi w Częstochowie (24.03.2017 r., klub „Muzyczna Meta”)[29].

Rok 2018 r. zaowocował między inni wydaniem kolejnego krążka pod tytułem „Mamy tylko siebie”. W tym samym roku zagrali po raz drugi na festiwalu „Pol'and'Rock Festival”, edycja 24. (wcześniejszy występ miał miejsce, gdy festiwal nosił jeszcze nazwę „Przystanek Woodstock”), w ramach Pokojowej Wioski Kryszny. Natomiast w latach 2018–2019 De Łindows występowali podczas trasy koncertowej zespołu Kult organizowanej pod szyldem „Pomarańczowa Trasa”. 2018 r. to także występ w ramach „Hajnówka Rock Festival” (jubileuszowa – 10 edycja) oraz koncerty klubowe w Czechach, w tym po raz pierwszy w Pradze, oraz w Polsce, między innymi koncert z zespołem Bitter Grounds (Holandia) i Dzieciuki (Białoruś). Ponadto kapela zagrała serię wspólnych koncertów z zespołem Leniwiec: 6.04.2018 r. – Klub Kulturalny w Jeleniej Górze, 7.04.2018 r. – klub Iron Horse w Łodzi, 20.04.2018 r. – klub Chacharkovo Doupe w Ostravie (Czechy), 21.04.2018 r. – klub Rude Boy w Bielsku-Białej.
Już w następnym 2019 roku kapela wydała kolejny album pod tytułem „Nie wszystko złoto…”. Był to również rok kontynuacji „Pomarańczowej Trasy”, występy w ramach „Punky Reggae Live” razem z Farben Lehre, The Analogs, Gutek, występ na festiwalu „Punk Hart vol.2”, koncerty w Czechach, koncerty klubowe w Polsce razem z takimi kapelami jak przykładowo Farben Lehre, The Analogs, 1125, Zenek Kupatasa, Pull the Wire, Tzn Xenna, Dzieciuki (Białoruś), Kohout Plasi Smrt (Czechy) i na 25. Pol'and'Rock Festival, tak jak poprzednio w ramach Pokojowej Wioski Kryszny.
Z kolei 2020 r. to między innymi singiel „Piekło kobiet” wraz z teledyskiem, w którym dużą uwagę poświęcono nagraniom z protestów ulicznych jakie się wówczas odbywały. Nagranie powstało w ciągu zaledwie dwóch tygodni. Przyczynkiem do jego realizacji były ówczesne wydarzenia związane z protestami kobiet i sytuacją społeczno-polityczną w Polsce.
Z innych działań grupy w 2020 roku wymienić należy występy w ramach „Punky Reggae Live” razem z Farben Lehre, The Analogs i Dr Misio, a także występy klubowe między innymi z Farben Lehre, The Analogs, Bunkier, Kohout Plasi Smrt (Czechy) oraz występ na undergoundowym festiwalu „Karnival vol 1” w Czechach. Następny rok 2021 to udział zespołu w nagraniu albumu „Friends for Friends” z okazji 35-lecnia zespołu Farben Lehre, następna edycja trasy koncertowej „Punky Reggae Live”, tym razem, oprócz samego Farben Lehre, z nowymi wykonawcami: Sexbomba i Zenek Kupatasak i inne koncerty jak na przykład 7.08.2021 r. w Libiążu w ramach Libiąskiego Lata Artystycznego pod hasłem koncertu „Filary Młodych”. W 2022 r. zaś zaowocował nagraniem do kompilacji „Tribute to Apatia” (tribute album) oraz nowym albumem „Pożar w Burdelu”.
W dniu 1.10.2022 r. odbył się koncert z okazji jubileuszu zespołu – XX lecie De Windows. Koncert odbył się w CK Wiatrak w Zabrzu. Gościnnie wystąpili: Farben Lehre, The Analogs i Pull The Wire. Koncert została zarejestrowany i udostępniony na Youtube. W tym też czasie premierę miał nowy album zespołu zatatuowany „Pożar w burdelu”.
Zespół wystąpił także 21.05.2022 r. w ramach „Punk Rock Party vol. 2” odbywającego się w Płocku razem z Fort BS i BeerForce (klub „Rock 69”) oraz 5.11.2022 r. na jednodniowym festiwalu „ROCK JELENIA FEST 2022” w Jeleniej Górze, w którym udział wzięli także Fort BS z Jeleniej Góry, Czerwone Kościoły ze Złotowa, Kosa Śmierci z Łodzi, deXter z Wrocławia, High Sensitive z Włodzic Małych koło Lwówka Śląskiego. W 2022 r. i 2023 r. zespół nadal koncertował. Wystąpił między innymi razem z Leniwcem w Wałbrzychu (26.03.2022 r., Papug Pub) oraz Zgierzu (25.11.2023 r., Klub Agrafka). Brał także udział w trasie koncertowej razem z zespołem Skakan (12 koncertów – zimowo-wiosenna trasa koncertowa „PunkoSka Rockets Tour”: 30-lecie zespołu Skankan oraz 20-lecie De Łindows), trasie zorganizowanej z okazji 40-lecia zespołu Fort BS, w VI edycji Przystanku Żory (wydarzenie odbywało się w dniach od 12 do 13 sierpnia 2023 r.), w ramach „Punky Reggae Live”: w Bydgoszczy razem z Farben Lehre, Kobranocą i Zenkiem Kupatasą oraz w Chorzowie w tym samym zestawieniu (21.10.2023 r.). Również w 2024 r. zespół aktywnie działał. Brał udział w koncercie Wielkiej Orkiestry Świątecznej Pomocy, który miał miejsce 27.01.2024 r. w klubie „Leśniczówka Rock’n’Roll Cafe” zlokalizowanym w Chorzowie. Kolejny koncert miał miejsce 3.02.2024 r. w Żaganiu razem z zespołem Skakan w ramach „Spring eSKApe Tour”. Kontynuował także swoje uczestnictwo w serii koncertów „Punky Reggae Live”. W trasie koncertowej udział brał również oczywiście Farben Lehre, a oprócz niego na tych samych koncertach co De Łindows grali Leniwiec i The Bill. W dniu 14.06.2024 r. kapela wystąpiła na festiwalu „Around The Rock” w Czerwionce-Leszczynach obok takich wykonawców jak Dżem, KSU, Underground i Pull The Wire.
Zespół koncertował z takimi zespołami jak między innymi: 1125, Analogia Snu, Bigger Half, Apartheid, Bitter Grounds (Holandia), Blade Loki, Bulbulators, Bunkier, Buster Gang, Cała Góra Barwinków, Clockwork Mind, De Press, Dee Facto, Dezerter, Dr Misio, Dzieciuki (Białoruś), Eye for an Eye, Farben Lehre, Fort BS, Ga-Ga/Zielone Żabki, Gutek, Happysad, Kohout plaší smrt (Czechy), Koniec Świata, Konopians & Robert Brylewski, KSU, Kult, Leniwiec, Minority, Party5, Podwórkowi Chuligani, Prokuratura, Pull The Wire, Redakcja, S.K.T.C, Sexbomba, Skakan, Spiaci Spendlik (Czechy), The Analogs, The Bill
TZN Xenna, Uliczny Opryszek, Vavamuffin
Włochaty, Zabili Mi Żółwia, Zenek Kupatasa, Złodzieje Głów.

## Skład i powiązania

### Byli i obecni członkowie zespołu
Członkowie zespołu ze wszystkich okresów działalności:
- Bartek – trąbka[48]
- Damian Jurak – puzon, chórki[49]
- Domin – gitara basowa[1][47][50]
- Efa, Efka, Ewa – wokal[3][51]
- Jacek Herda – gitara[52]
- Lijo – gitara[1][53]
- Marcin "Jagoda" Jagodziński – wokal[1][4][14][54]
- Mathey, Matej – gitara[1][55]
- Michał Frąckowiak – gitara[56]
- Michał Jednaki – gitara basowa, chórki[57]
- Michał Ścierski – trąbka[14]
- Mikołaj Zymon – trąbka[58]
- Patryk Maciak – gitara basowa[59]
- Przemek – perkusja[1][4][60]
- Przemysław Krzisiński – perkusja[1][4][61]
- Radek "Morda" Margasiński – gitara, chórki[1][14][62]
- Rafał "RastaV" Buniakowski – gitara basowa[14]
- Robert Aibin – perkusja[4][14]
- Wagen – trąbka[1].

Stosunkowo duży i rozbudowany skład zespołu, w wielu momentach czasu siedmioosobowy, jest jedną z cech charakterystycznych De Łindows. Jak sami muzycy przyznają bywa to kłopotliwe, szczególnie pod kątem zebrania całego składu na próbach czy w kwestiach transportu. Ale na koncerty członkowie zespołu zawsze są zmobilizowani.

### Skład w różnych momentach czasu
| Członek                     | 2002 r. | 2002 r. | 2006 r. | 2007 r. | 2015 r. | 2018 r. | 2023 r. |
| --------------------------- | ------- | ------- | ------- | ------- | ------- | ------- | ------- |
| Bartek                      | Nie     | Nie     | Tak     | Nie     | Nie     | Nie     | Nie     |
| Damian Jurak                | Nie     | Nie     | Nie     | Nie     | Tak     | Nie     | Nie     |
| Domin                       | Tak     | Tak     | Tak     | Tak     | Nie     | Nie     | Nie     |
| Efa                         | Tak     | Tak     | Tak     | Tak     | Nie     | Nie     | Nie     |
| Jacek Herda                 | Nie     | Nie     | Nie     | Nie     | Nie     | Tak     | Nie     |
| Lijo                        | Tak     | Tak     | Tak     | Tak     | Nie     | Nie     | Nie     |
| Marcin "Jagoda" Jagodziński | Tak     | Tak     | Tak     | Tak     | Tak     | Tak     | Tak     |
| Mathey                      | Tak     | Tak     | Tak     | Nie     | Nie     | Nie     | Nie     |
| Michał Frąckowiak           | Nie     | Nie     | Nie     | Nie     | Nie     | Tak     | Nie     |
| Michał Jednaki              | Nie     | Nie     | Nie     | Nie     | Tak     | Nie     | Nie     |
| Michał Ścierski             | Nie     | Nie     | Nie     | Nie     | Nie     | Nie     | Tak     |
| Mikołaj Zymon               | Nie     | Nie     | Nie     | Nie     | Tak     | Nie     | Nie     |
| Patryk Maciak               | Nie     | Nie     | Nie     | Nie     | Nie     | Tak     | Nie     |
| Przemek                     | Tak     | Tak     | Tak     | Tak     | Nie     | Nie     | Nie     |
| Przemysław Krzisiński       | Nie     | Nie     | Nie     | Nie     | Tak     | Tak     | Nie     |
| Radek "Morda" Margasiński   | Nie     | Nie     | Nie     | Tak     | Tak     | Nie     | Nie     |
| Rafał "RastaV" Buniakowski  | Nie     | Nie     | Nie     | Nie     | Nie     | Nie     | Tak     |
| Robert Aibin                | Nie     | Nie     | Nie     | Nie     | Nie     | Nie     | Tak     |
| Wagen                       | Tak     | Nie     | Nie     | Nie     | Nie     | Nie     | Nie     |

### Powiązania i goście
Przy nagraniach do albumu „100 Mil Na Sekundę” z 2006 r. gościnnie wystąpił Jacek Stęszewski z zespołu Koniec Świata oraz Justyna Ludkowska grająca na puzonie. W nagraniu z 2010 r. utworu "Pet Sematary" na składankę poświęconą zespołowi Ramones – „Poland 4 Ramones" – gościnnie wystąpiła Karolina z zespołu CF98 (Karolina Duszkiewicz). Z kolei w nagraniach do albumu „Poza Kontrolą” z 2011 r. wystąpił S'Malec z zespołu Ga-Ga/Zielone Żabki oraz Anka (Ania Świstak) z hardcorowej kapeli Eye for an Eye. Przy tym albumie ponownie gościnnie na puzonie zagrała wyżej wspomniana Justyna Ludkowska, w chórkach wystąpił Dominik Czepułkowski, oraz na puzonie Konstanty Janiak, który współpracował także między innymi z zespołem Koniec Świata, czy też uczestniczył w projekcie „Concept Art Orchestra Katowice”. Następnie przy tworzeniu albumu „Awaria Systemu” z 2015 r. wokalnie uczestniczyła grupa Kohout Plasi Smrt z Czech oraz skrzypaczka Magda Siwy (Magdalena Siwy). Natomiast przy nagrywaniu materiału na płytę „Nie wszystko złoto…” gościnnie występowała Karola z zespołu World Histery X grającego hardcore punk.
Szczególne powiązania De Łidnows mają z grupą Koniec Świata. Duża część muzyków obu zespołów z początków ich działalności „wychowała się na tym samym podwórku”. W późniejszym nieco czasie muzycy obu zespołów spotykali się także prywatnie między innymi w knajpie Werner na Wełnowcu. Można także wspomnieć, że Młody (Czepek), gitarzysta w zespole Koniec Świata, jest bratem Domina, a część muzyków z wczesnego składu tego zespołu grało także w De Windows. Z kolei Damian Jurak i Michał Jednaki występowali także w zespole Skakan.

### Członkowie i goście zespołu według funkcji
| Funkcja                             | Członkowie                                                          | Goście |
| ----------------------------------- | ------------------------------------------------------------------- | --- |
| wokal                               | Efa Marcin "Jagoda" Jagodziński                                     | |
| wokal gościnny, wokal w tle, chórki | Damian Jurak Michał Jednaki Radek "Morda" Margasiński               | Jacek Stęszewski (Koniec Świata) Karolina (CF98) S'Malec (Ga-Ga/Zielone Żabki) Anka (Eye for an Eye) Dominik Czepułkowski Kohout Plasi Smrt (Czechy) Karola (World Histery X) |
| gitara                              | Jacek Herda Lijo Mathey Michał Frąckowiak Radek "Morda" Margasiński | Jacek Stęszewski (Koniec Świata) |
| gitara basowa                       | Domin Michał Jednaki Patryk Maciak Rafał "RastaV" Buniakowski       | |
| perkusja                            | Przemek Robert Aibin                                                | |
| trąbka                              | Bartek Michał Ścierski Mikołaj Zymon Wagen                          | |
| puzon                               | Damian Jurak                                                        | Justyna Ludkowska Konstanty Janiak |
| skrzypce                            |                                                                     | Magdalena Siwy |

## Twórczość i opinie

### Muzyka i teksty
Zespół De Łindows zaliczany jest do sceny punk rockowej i za zespół punk rockowy uważają go także sami muzycy. Przez pewien okres działalności zespołu jego muzyka należała do odmiany tego gatunku wykorzysującej rozbudowaną i charakterystyczną sekcję dętą. Niektórzy autorzy ten rodzaj punk rocka nazywają określeniem „agro-punk” („punko-polo”, „ska-punk”, folk-punk). Kompozycje prezentowane przez zespół to przede wszystkim ostre numery, melodyjne, pełne energii i dynamizmu, wybuchowe miksy i sporo agresywnych riffów. Zestawy takich utworów uzupełniają kompozycje melodyjne dające chwilę wytchnienia, także czasem zahaczające o reggae i ska. W podsumowaniu takiego opisu ich muzyki można przytoczyć stwierdzenie, że jest to po prostu melodyjny i przebojowy punk rock, czyli zadziorne punkrockowe hymny z chwytliwymi refrenami. Choć jeden z recenzentów opisujący zespół na początku jego kariery stwierdza, że chyba gitarzystów nie udało się oduczyć metalowego sposobu grania.
W warstwie tekstowej utwory zawierają celne komentarze dotyczące otaczającej nas rzeczywistości, dosadne teksty dotyczące wielu ważnych i mniej ważnych spraw, ale też kiedy można spojrzenie „z przymrużeniem oka” nawet do pewnych istotnych spraw społecznych. Do tego dochodzą najważniejsze kwestie naszego życia, czyli miłość i najbliższe osoby, bez których życie nie miałoby sensu. Nie brakuje także utworów z odważnymi tekstami politycznymi. Znaleźć można także teksty niezłe literacko. Są więc tu zawarte tematy istotne dla punkowych ousiderów, ale oczywiście nie brakuje też wiecznej zabawy.

### Inspiracje i porównania
W pewnym okresie czasu przy ocenie twórczości grupy wskazywano widoczne inspiracje „alinsowo-grabażowe”, a szczególnie w odniesieniu do wokalisty fascynacje dotyczące dokonań Pidżamy Porno. Sam lider zespołu wymieniając ulubione kapele podaje takie nazwy jak: Anti-Flag, Bad Religion, Deadline, Dropkick Murphys, Ignite, The Misfits, No Fun At All, Pennywise, Rancid, Rise Against, czy bardziej ogólnie hiszpańskie ska, a z polskich zespołów między innymi Post Regiment i stara Armia. Inne pojawiające się porównania, często stanowiące duże zaskoczenie nawet dla samych muzyków, to takie jak przykładowo stwierdzenie, że muzyka De Łindows to połączenie KSU i Pidżamy Porno. Inne dziwne porównania, obiegające od rzeczywistości, a tym samym niezrozumiałe, to przykładowo Kult oraz Zielone Żabki.
Bardziej uzasadnione odniesienia jakie pojawiają się w stosunku do zespołu to częste próby porównania De Łindows do grupy Blade Loki, debiutującej wcześniej i działającej dłużej, połączone z próbami ważenia, który zespół jest lepszy. Pozytywne dla De Łindows opinie w tym kontekście nie budzą w muzykach szczególnych emocji. Dystansują się oni od takich ocen podkreślając, że dla nich ważne jest to co sami robią, nad czym pracują i co tworzą. Jednak skojarzenia takie nasunęły się po pierwszych wydawnictwach zespołu, a wynikały one między innymi z takich elementów jak żeński wokal, stylistyka, czy kilka podobnych manier. Niektóre z opinii zawierających tego typu dywagacje, przynajmniej w stosunku do konkretnego albumu, zawierają zdecydowanie wyższą ocenę zespołu De Łindows, łącznie z sarkastycznym stwierdzeniem, że przy takim zestawieniu „loki” wypadają „blado”.

### Podsumowanie ocen i opinii
Nawet niektórzy recenzenci nie przekonani do tego rodzaju punk rocka podkreślają bardzo dobry poziom kapeli, celujące wykorzystanie instrumentów dętych, które we właściwych momentach potrafią „dać kopa” i w okresach kiedy oprócz wokalisty w zespole była również wokalistka, niezłe, współpracujące wokale dobrze sobie radzące we wspólnym śpiewie. Choć szczególnie przy pierwszych realizacjach wokal żeński, o fajnej barwie, oceniany był wyżej, także pod względem czysto technicznym. W całokształcie twórczości muzycznej zespół oceniany jest po prostu jako dobry. A całokształt tej twórczości oraz działań zespołu kreuje obraz zarówno wesołej kapeli pełnej zadziorności, podchodzącej z dystansem do wielu spraw, ale też opowiadającej śmiało o kwestiach ważnych i poważnych. Przy czym jest to muzyka pomysłowo zrealizowana i nagrana, na poziomie, brzmiąca przekonująco, czyli sprawne kawałki z dobrymi tekstami.

### Muzycy o swojej twórczości
Takie zresztą podejście (jak wyżej) do swojej działalności już w początkowym jej etapie deklarowali sami muzycy, cytat: robimy to dobrze albo wcale, a w kontekście prac nad materiałem, cytat: siedzimy tak długo jak będziemy zadowoleni. Tym bardziej, że – jak stwierdza lider zespołu – tworzą muzykę taką jaką chcą, jaką lubią i która im się podoba. Bez konieczności dostosowywania się do celów sprzedażowych. A jest to punk rock, czyli muzyka która według Jagody płynie z serca, wpływa na rzeczywistość, zmienia świat i przy tym daje dużo dobrej zabawy. Ważne jest także zamiłowanie do własnej twórczości, co wynika z prostego ale treściwego stwierdzenia: jeśli robisz coś od 20 lat, to znaczy że to kochasz. To sprawia wielką przyjemność i radochę.

## Utwór „Rugby”
Jednym z utworów zespołu De Łindows jest kompozycja zatytułowana „Rugby”. Znalazła się ona w albumie „Poza Kontrolą” wydanym w 2011 r. Utwór traktuje o niepełnosprawnych rugbystach. Z tego względu Stowarzyszenie Sportu Osób Niepełnosprawnych uznało piosenkę za oficjalny utwór promujący Polską Ligę Rugby na Wózkach. Utwór odtwarzany był na corocznym międzynarodowym turnieju Metro Cup w Warszawie. Do utworu nagrano teledysk.
W nawiązaniu do powyższego utworu i podjętych działań zespół w dniu 25.07.2012 r. wystąpił w programie informacyjnym Teleexpress. Zaprezentowano wówczas również fragmenty wideoklipu nagranego do wyżej opisanej piosenki.

## Dyskografia

### Dyskografia zespołu
Dyskografia zespołu – albumy muzyczne i ich wydania:
- demo: 2002 r.[1]
- „Niech Zapłoną Katowice”: 2003 r., CDr, mini album, Not On Label (De Łindows Self-released)[63] (2002 r.[13])
- „Depresja”: 2003 r.[83] / 2004 r.[14][76], kaseta magnetofonowa, wytwórnia Pasażer, brak oznaczenia[14][76][83]
- „100 mil na sekundę”: 2006 r., płyta kompaktowa, wytwórnia Pasażer, brak oznaczenia / L 242[14][64][78][77]
- „Poza kontrolą”: 2011 r., płyta kompaktowa, wytwórnia Pasażer, brak oznaczenia[14][12][84]
- „Awaria Systemu”: 2015 r., płyta kompaktowa, digipack, Not On Label (De Łindows Self-released)[9][65]
- „Mamy Tylko Siebie”: 2018 r.; płyta kompaktowa, EP, digipack, Not On Label (De Łindows Self-released)[66]
- „Nie Wszystko Złoto...”: 2019 r., płyta kompaktowa, Lou & Rocked Boys, LOU 248CD[32][85]
- „Piekło kobiet”: 2020 r., singiel[2][35][36]
- „Pożar W Burdelu”: 2022 r., dwie wersje[8][14][86] –
  - płyta kompaktowa, Hardcore Tattoo Records, 82766R6188[79][87]
  - płyta winylowa, 12", Lou & Rocked Boys, LOU 269LPB[88][89].

### Składanki
Składanki (albumy kompilacyjne), na których zamieszczono utwór lub utwory zespołu:
- Arlekin[14]
- Core-nick[14]
- Who was a killa (Ukraina)[14]
- „Pasażer #17”: 2003 r., płyta kompaktowa, wytwórnia Pasażer[13][90]
- „Pasażer #18”: 2004 r., płyta kompaktowa, wytwórnia Pasażer[13][91]
- „MP3 Compilation #2”[14]
- „MP3 Compilation #3”: 2006 r., dwie płyty kompaktowe / CD-ROM / mp3, Band.pl[14][92]
- „Nie Ma Zagrożenia Jest Dezerter”: tribute album zespołu Dezerter[13][14][82], cztery wydania/wersje[93] –
  - 2006 r.: dwie płyty kompaktowe, digipack, wytwórnia Pasażer[14][94]
  - 2018 r.: dwie płyty winylowe, dwie wersje wydania (czarny winyl / czerwony winyl, edycja limitowana)[95][96]
  - 2020 r.: dwie płyty kompaktowe, digipack, wytwórnia Pasażer[97]
- „Ostry Dyżur Vol. 2”: 2006 r., płyta kompaktowa, wytwórnia Pasażer[14][98][13]
- „Pasażer #23/24”: 2008 r., płyta kompaktowa, wytwórnia Pasażer, załącznik do fanzinu „Pasażer” numer 23/24[99]
- „Poland 4 Ramones. Tribute to Ramones”: 2010 r., płyta kompaktowa, tribute album zespołu Ramones, Zima, 0804252410 / brak oznaczenia[14][100]
- „Pasażer #30”: 2013 r., płyta kompaktowa, wytwórnia Pasażer, załącznik do fanzinu „Pasażer” numer 30[101]
- „Friends For Friends – Songs Of Farben Lehre”,: 2021 r., płyta kompaktowa, Lou & Rocked Boys, LOU 264[102]
- „Tribute to Apatia - Między nami jest jeszcze wiele do zrobienia”: tribute album zespołu Apatia, Hardcore Tattoo Records[82], dwie wersje[103] –
  - 2022 r., płyta kompaktowa[104]
  - 2023 r., dwie płyty winylowe[105]
- „Polska Scena Punk Vol.6 – Zawyły syreny”: 2023 r., wydawca – NOG Records (identyfikator albumu: 016), nośnik danych – jedna płyta kompaktowa[106]
- „Polska Scena Punk Vol.7 – Stacja Warszawa”: 2023 r., wydawca – NOG Records (identyfikator albumu: 017), nośnik danych – jedna płyta kompaktowa[107].

### Teledyski
Powstała również pewna ilość teledysków do wybranych utworów zespołu. Część z nich prezentowana jest na profilu grupy prowadzonym w ramach portalu internetowego YouTube. Dostępne są również nagrania koncertowe i inne, takie jak przykładowo wspominane wyżej wywiad w Anty Radio, czy fragment programu Teleexpress z 25.07.2012 r. dotyczący utworu i teledysku „Rugby”.
Pośród dostępnych wielu wideoklipów można wymienić między innymi:
- „Alternatywne radio”[6][108]
- „Azbestowi piromani” (2006 r.)[6][16][108]
- „Celebryta” (2015 r.)[6][108]
- „Janusz z Onr-u”
- „Kler”[108]
- „Mam dokąd iść”[6]
- „Mamy tylko siebie” (2018 r.)[6][108]
- „Nie chcą nas puszczać w Radio Maryja”[108]
- „Nie wszystko złoto...”[6][108]
- „Nielegalna” (2022 r.)
- „Parawan” (2024 r.)[108]
- „Piekło kobiet” (2020 r.)[2][6][35][36][108]
- „Rugby”[6][12][14][15][33][108]
- „Tramwaje”
- „Trzymaj mnie za rękę” (2018 r.)[6][108].

### Covery
Zespół wykonywał w swojej historii także własne interpretacje utworów innych wykonawców. Pośród takich coverów można wymienić przykładowo:
- „Codziennie” zespołu Apatia[6][8]
- „Czy wierzysz” zespołu Dezerter[6][14][82][13]
- „Pet sementary” zespołu Ramones[2][6][14]
- „Spodnie z GS-u” zespołu Farben Lehre[6][8].

## Nazwa zespołu
Nazwa własna zespołu zapisywana jest jako „De Łindows”. Jej źródło pochodzi z początków działalności muzycznej, która miała miejsce jeszcze w podstawówce i potem w liceum. To w czasach szkoły średniej powstała pierwsza nazwa kapeli „The Window-sill”, oznaczająca w tłumaczeniu z języka angielskiego na język polski po prostu „parapet”. Jednak w rozmowach stosowano uproszczone sformułowanie wymawiane jako „łindows”, muzycy zmienili więc nazwę na „The Windows”, a następnie w celu odcięcia się od skojarzeń z nazwą systemu operacyjnego firmy Microsoft, a także trochę dla przekory, ponownie zmienili nazwę na „De Łindows”. Ta ostatnia zmiana miała miejsce w okresie dużych zmian w składzie. Jednak także obecna nazwa takie skojarzenie nadal przywodzi na myśl i pierwszy z planowanych efektów zmiany nazwy nie został osiągnięty.
Nazwę tę można spotykać na tworzonych w różny sposób listach najdziwniejszych nazw polskich zespołów. Listy takie bywają publikowane na stronach internetowych. Czasem jednak spotyka się inny sposób zapisu tej nazwy – niezgodny z zapisem oficjalnym stosowanym przez zespół i w większości publikacji – a mianowicie jako „De Łindołs”. Niestety tę błędną formę zapisu spotkać można także w publikacjach, które powinny bardziej dbać o swój poziom merytoryczny. Przykładem jest Enigmatic Records. Takim przykładem jest również niestety publikacja zatytułowana „Narodowy Spis Zespołów”, która w zamyśle miała udostępnić możliwie kompletny spis, katalog, zestaw działających w Polsce na przestrzeni lat 1975 – 2022 zespołów i projektów muzycznych, które można określić wspólnym przymiotnikiem „alternatywny” w słownikowym rozumieniu jako „inny, przeciwstawiający się temu, co tradycyjne i oficjalnie uznane”, a w którym również nieprawidłowo zamieszczono wpis dotyczący tego zespołu, cytat: De Łindołs (Katowice).